# Xiongguanlong
Xiongguanlong (”Drake från det ståtliga bergspasset”), släkte dinosaurier upptäckta i norra Kina.Xiongguanlong var en sentida tyrannosauroid, och därmed nära släkt med de senare tyrannosauriderna, såsom den berömda Tyrannosaurus rex. Xiongguanlong tros ha levt under Kritaperioden, någon gång mellan Aptian- och Albian-stadiet för mellan 125 och 100 milj. år sedan, vilket betyder att släktet troligen dök upp någonstans mellan Eotyrannus och Alectrosaurus. Dess anatomi och daterade ålder har gjort att några forskare tror att den kan vara en felande länk som kan fylla ett viktigt evolutionärt gap mellan de mer basala tyrannosauroiderna och de sentida tyrannosauriderna (Norell, 2009)

## Fossil.

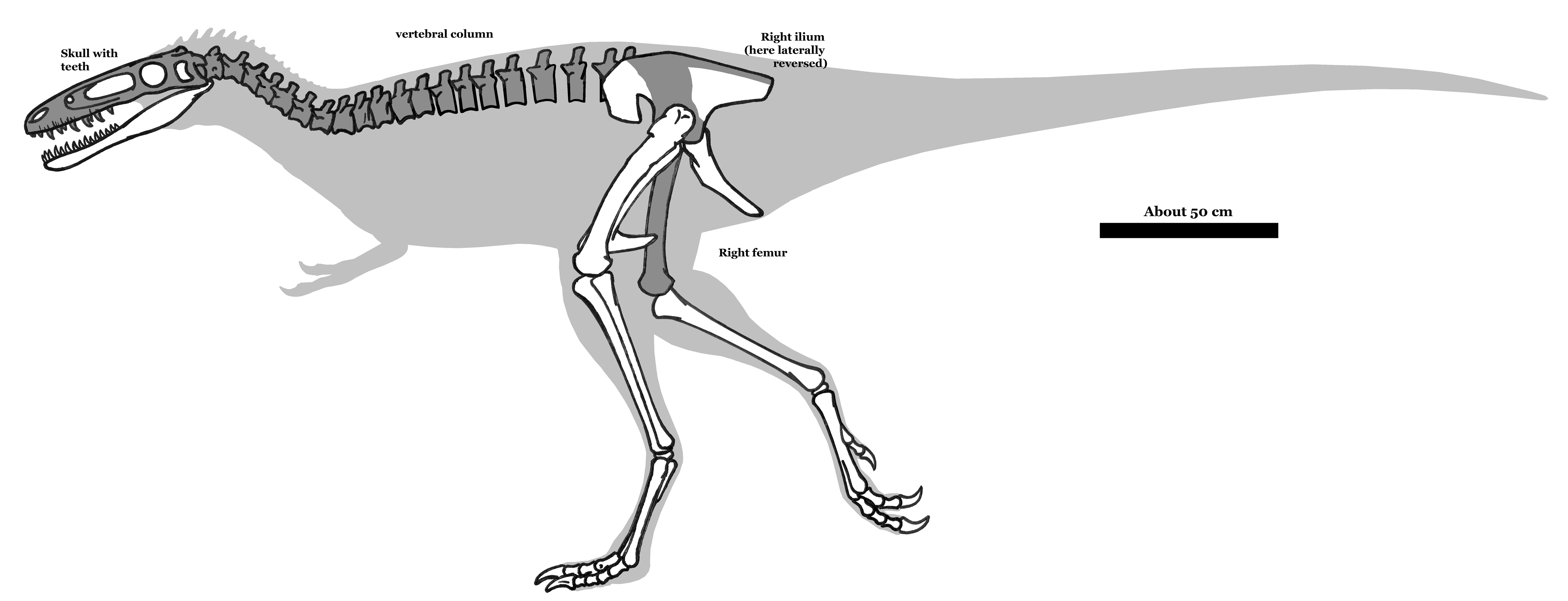
funna delar efter Xiongguanlong.

Fossilen efter Xiongguanlong hittades i Gobiöknen, i närheten av Tszyayuyguan under fossilexpeditioner 2006 och 2007. På samma plats hittades en ornithomimosaurie som fått namnet Beishanlong. Fossilet efter tyrannosauroiden fick namnet Xiongguanlong baimoensis (” Vit spökdrake från det ståtliga bergspasset”), artnamnet baimoensis kommer från bergsformationen ”White ghost castle” i närheten av platsen där Xiongguanlong först hittades. Hittills är bara holotypskelettet efter Xiongguanlong känt. Det är inte så komplett jämfört med de välbevarade fossil som man hittat från andra tyrannosaurier. Det som hittats är skallen, det mesta av nackkotorna, ryggraden, delar av bäckenet, och båda lårbenen.

## Beskrivning.

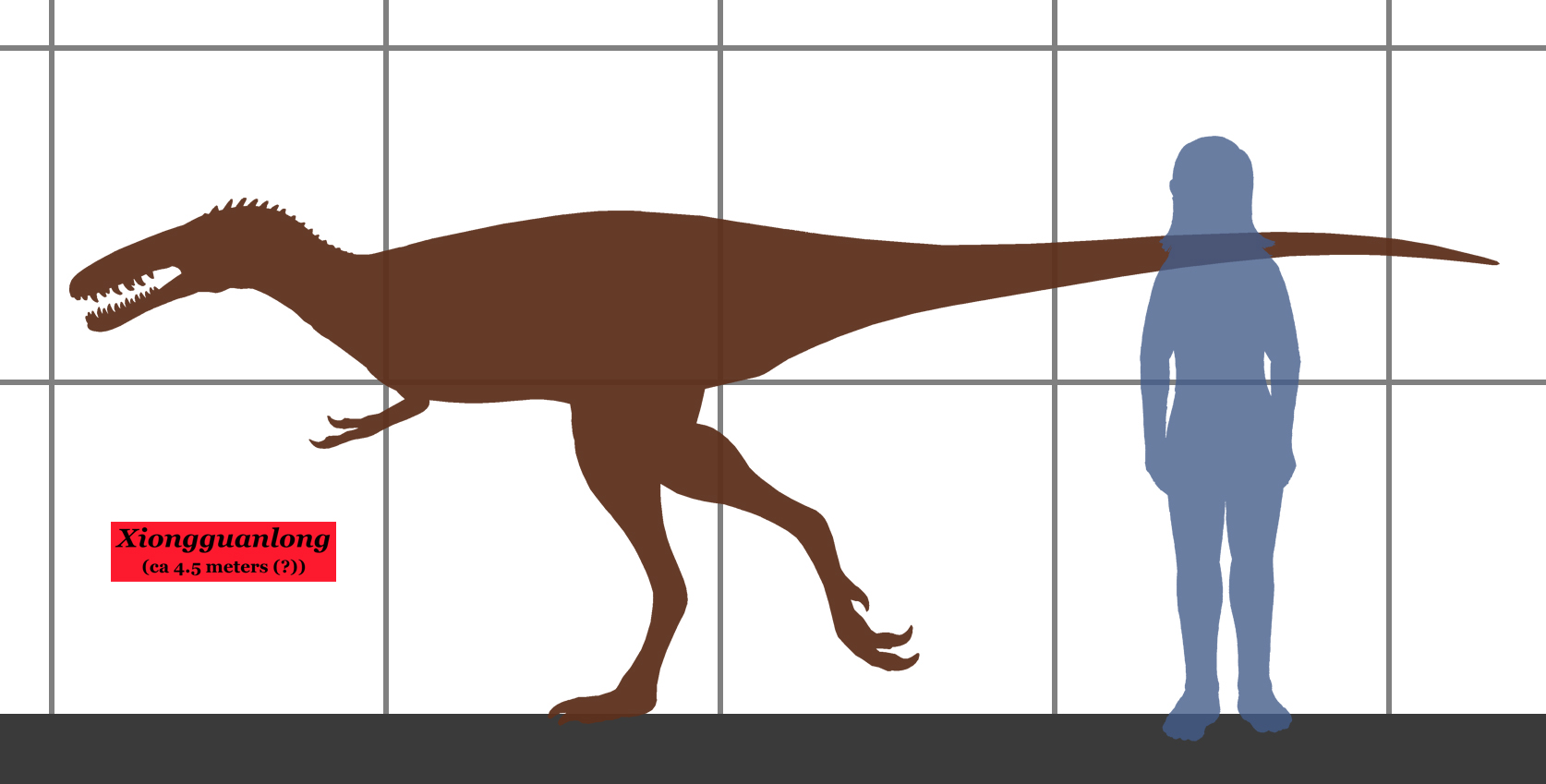
Xiongguanlong's storlek i jämförelse med en människa.

Eftersom det enda skelettet man hittills påträffat från Xiongguanlong är ganska inkomplett, är det svårt att säga något säkert om hur den såg ut. Liksom andra tyrannosauroider gick den troligtvis uteslutande på bakbenen och balanserade framkroppen och huvudet med en lång, styv svans. Från fossil vet man att Xiongguanlong hade väldigt långt och utdraget nosparti jämfört med andra tyrannosauroider. Liknande huvudform kan ses på dess senare släkting Alioramus. Den hade kraftigare kotor än mer basala tyrannosauroider, vilket tros vara för att bära upp en större och massivare skalle. Det är också troligt att bakbenen var ganska långa, och gjorde Xiongguanlong till en snabb löpare. Frambenen var troligen relativt korta. Många basala tyrannosauroider som Dilong och Eotyrannus, hade längre framben med 3-fingrade händer. Andra tidiga tyrannosauroider, som Raptorex, hade de förminskade frambenen typiska för tyrannosauridae. Hur frambenen såg ut hos Xiongguanlong kvarstår som en obesvarad fråga tills mer kompletta fossil kommer fram. Man beräknar att Xiongguanlong blev cirka 1,5 meter hög, och vägde omkring 300 kilogram.